# Melittomma oculare
Melittomma oculare är en skalbaggsart som först beskrevs av Takeshiko Nakane 1963.  Melittomma oculare ingår i släktet Melittomma och familjen varvsflugor. Inga underarter finns listade i Catalogue of Life.